# Cryonectes neustriacus
Il crionecte (Cryonectes neustriacus) è un rettile marino estinto, appartenente ai plesiosauri. Visse nel Giurassico inferiore (Pliensbachiano, circa 185/183 milioni di anni fa) e i suoi resti fossili sono stati ritrovati in Francia (Normandia).

## Descrizione
Questo animale doveva essere di piccola taglia se confrontato con altri animali simili (ad esempio Pliosaurus): il cranio era lungo 47 centimetri e fa supporre che l'animale intero non dovesse superare di molto i 3 metri di lunghezza. Il muso di Cryonectes era molto allungato e la mandibola possedeva una lunga struttura terminale fusa (sinfisi) con una sorta di carena mediana nella parte inferiore. Come tutti i plesiosauri, Cryonectes doveva possedere un corpo relativamente piatto e tozzo, con quattro arti a forma di pagaie per fendere l'acqua.
L'esemplare, dopo essere stato portato alla luce, fu inizialmente preparato utilizzando dell'acido, che danneggiò alcune parti (in particolare i denti, ora rotti e privi di smalto). La mandibola completa e il cranio sono chiusi, e conservano i denti in situ, anche se un dente quasi completo si è conservato separato dai restanti. Le premascelle e le mascelle sono conservate parzialmente, e gran parte del palato si è conservata separata dal resto del cranio. Sono state ritrovate nove vertebre cervicali e un'altra vertebra non determinata, che suggeriscono la presenza di un collo moderatamente allungato. Le suture dei neurocentri vertebrali sono visibili su tutte le vertebre ad eccezione della nona, che presenta una sutura chiusa; ciò suggerisce che l'esemplare di Cryonectes fosse un individuo relativamente giovane. 

## Ritrovamento e classificazione

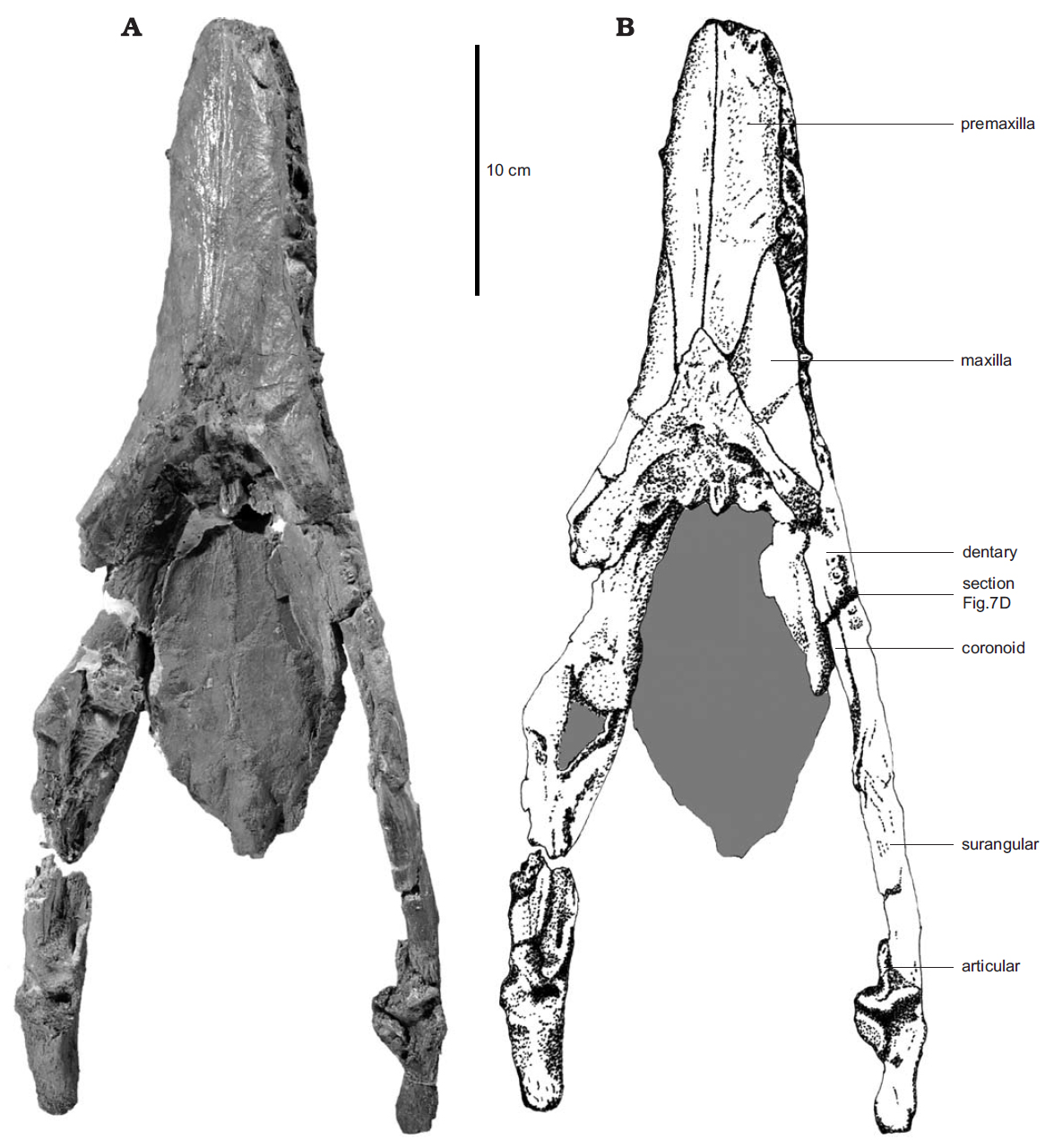
Mascella e mandibola di Cryonectes neustriacus

Questo animale è stato descritto per la prima volta nel 2012 sulla base di resti incompleti comprendenti un cranio parziale con mandibola e alcune vertebre, ritrovate nella formazione Calcaire à Bélemnites in Normandia, nella Francia settentrionale, in strati risalenti al Pliensbachiano. La zona del ritrovamento, la cava Roche-Blain, si trova nel comune di Fresney-le-Puceux nei pressi di Laize-la-Ville, a sud di Caen. 
Secondo un'analisi cladistica effettuata nel 2012, Cryonectes rappresenterebbe uno dei più basali ("primitivi") tra i pliosauridi, un gruppo di plesiosauri tipici del Giurassico caratterizzati da un collo corto e una testa piuttosto allungata. Cryonectes potrebbe essere stato prossimo all'antenato di forme successive come Pliosaurus e Peloneustes.

## Etimologia
Il nome generico Cryonectes deriva dal greco kryos ("freddo") e nektris ("nuotatore"), e si riferisce alle fredde condizioni climatiche che prevalsero verso la fine del Pliensbachiano. L'epiteto specifico, neustriacus, si riferisce all'antico regno di Neustria, che corrispondeva all'attuale Francia settentrionale, creato dopo la morte di Clodoveo I.